# Empresa Brasileira de Planejamento de Transportes

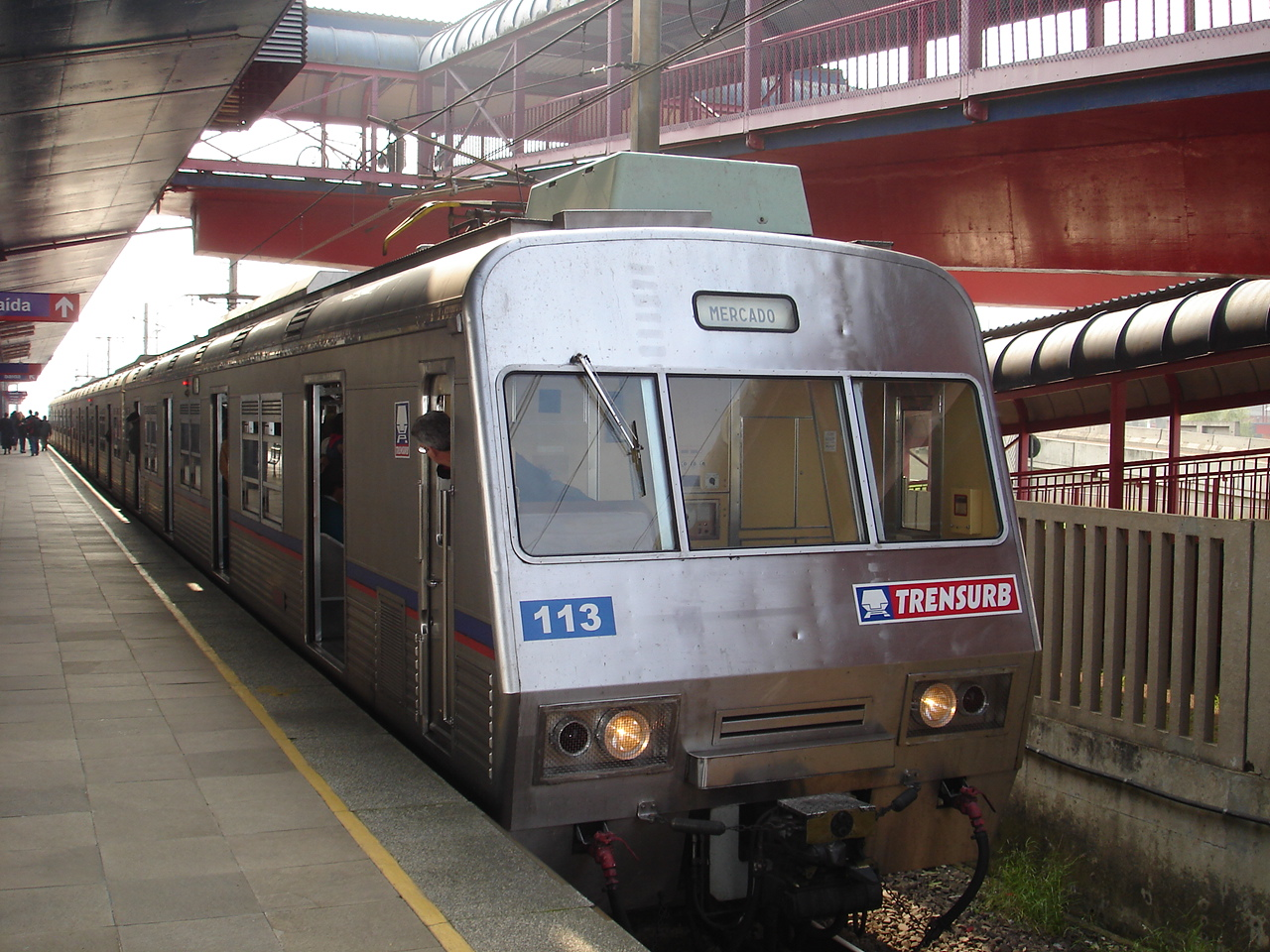
Um dos mais destacados projetos do GEIPOT foi o Trensurb (Trens urbanos), que deu origem aos metrôs de Porto Alegre, Recife e Belo Horizonte.

A Empresa Brasileira de Planejamento de Transportes (GEIPOT) foi uma empresa estatal do governo brasileiro, responsável pelo planejamento dos transportes do Brasil.

## História
Em 1965 foi criado ,através do decreto nº 57.003, de 11 de outubro de 1965, o Grupo Executivo de Integração da Política de Transportes (GEIPOT), com o objetivo de coordenar e desenvolver uma série de estudos de transportes (como contrapartida brasileira a um convênio firmado com o Banco Internacional para a Reconstrução e o Desenvolvimento).
Inicialmente o GEIPOT foi instituído como órgão interministerial vinculado ao então Ministério de Viação e Obras Públicas.Técnicos brasileiros e internacionais deveriam realizar amplo diagnóstico de todo o sistema viário nacional. Também fazia parte do acordo a formação de quadro técnico específico e a capacitação destes em metodologias de planejamento dos transportes, especialmente a elaboração de Planos Diretores, estudos de viabilidade econômica e de engenharia. Com a execução e a conclusão dos trabalhos realizados, estava montada uma equipe de técnicos de alto nível e um órgão nacional especializado no planejamento de transportes. 
Posteriormente em 1969, o GEIPOT foi transformado em Grupo de Estudos para Integração da Política de Transportes, subordinando-o ao Ministro de Estado dos Transportes.
O GEIPOT foi transformado em Empresa Brasileira de Planejamento de Transportes através da Lei nº 5.908, de 20 de agosto de 1973, mantendo-se a sigla GEIPOT.
Em 2001 o governo federal promoveu uma reestruturação do ministério dos transportes (por meio da lei nº 10.233, de 5 de junho de 2001 ) onde foi criado o Conselho Nacional de Integração de Política de Transportes (CONIT), que sucederia ao GEIPOT que entraria em liquidação através do decreto n° 4.135, de 20 de fevereiro de 2002. 
Após ser extinta pela Medida Provisória nº 427, de 9 de maio de 2008 (convertida na Lei nº 11.772/2008 ) o GEIPOT encontra-se em processo de inventariança (instituído pelo Decreto nº 6.485, de 17 de junho de 2008). 